# Harry Potter och den flammande bägaren
Harry Potter och den flammande bägaren (Harry Potter and the Goblet of Fire), (8 juli 2000) av J.K. Rowling, är den fjärde boken om trollkarlen Harry Potter. Boken har filmatiserats, se Harry Potter och den flammande bägaren.
Bokomslaget till den svenska originalutgåvan illustrerades av Alvaro Tapia. Boken släpptes på svenska 26 september 2001.

## Handling
Harry Potter ska börja sitt fjärde år på Hogwarts skola för häxkonster och trolldom där det i år ska anordnas en tävling tillsammans med två andra trollkarlsskolor.